# Exerodonta
Exerodonta – rodzaj płazów bezogonowych z podrodziny Hylinae w rodzinie rzekotkowatych (Hylidae).

## Zasięg występowania
Rodzaj obejmuje gatunki występujące w południowo-środkowym Meksyku, wschodniej Gwatemali i południowo-zachodnim Hondurasie.

## Systematyka

### Podział systematyczny
Do rodzaju należą następujące gatunki:
- Exerodonta abdivita (Campbell & Duellman, 2000)
- Exerodonta bivocata (Duellman & Hoyt, 1961)
- Exerodonta chimalapa (Mendelson & Campbell, 1994)
- Exerodonta melanomma (Taylor, 1940)
- Exerodonta perkinsi (Campbell & Brodie, 1992)
- Exerodonta smaragdina (Taylor, 1940)
- Exerodonta sumichrasti Brocchi, 1879
- Exerodonta xera (Mendelson & Campbell, 1994)